# Abaucourt-Hautecourt
Abaucourt-Hautecourt är en kommun i departementet Meuse i regionen Grand Est (tidigare regionen Lorraine) i nordöstra Frankrike. Kommunen ligger i kantonen Étain som tillhör arrondissementet Verdun. År 2022 hade Abaucourt-Hautecourt 100 invånare.

## Befolkningsutveckling
Antalet invånare i kommunen Abaucourt-Hautecourt
| Referens: INSEE |